# Xysticus barbatus
Xysticus barbatus là một loài nhện trong họ Thomisidae.
Loài này thuộc chi Xysticus. Xysticus barbatus được Lodovico di Caporiacco miêu tả năm 1936.